# Twierdzenie Tichonowa
Twierdzenie Tichonowa – twierdzenie mówiące, że produkt dowolnej rodziny zwartych przestrzeni topologicznych jest zwarty. Nosi ono nazwisko Andrieja Tichonowa, który udowodnił je jako pierwszy w 1930 roku dla potęg domkniętego przedziału jednostkowego, a w 1935 roku przedstawił pełny dowód z uwagą, iż nie różni się on od przypadku szczególnego. Najstarsze opublikowane wystąpienie dowodu znajduje się w pracy Eduarda Čecha z 1937 roku.
Kilka źródeł wskazuje niepodzielnie twierdzenie Tichonowa jako najistotniejszy wynik topologii ogólnej [np. Willard, s. 120]; inni każą mu dzielić ten zaszczyt z lematem Urysohna.

## Definicja
Twierdzenie istotnie zależy od dokładnej definicji zwartości i topologii produktowej; w gruncie rzeczy, praca Tichonowa z 1935 roku zawiera pierwszą definicję topologii produktowej. Odwrotnie, jego doniosłość daje pewność, że te właśnie definicje są prawidłowe (tzn. najbardziej użyteczne).
Rzeczywiście, definicja Heinego-Borela zwartości – iż każde pokrycie przestrzeni zbiorami otwartymi ma skończone podpokrycie – jest dość nowa. W XIX i początkach XX wieku popularniejsze było kryterium Bolzana-Weierstrassa mówiące, iż każdy ciąg zawiera podciąg zbieżny, teraz nazywane ciągową zwartością. Warunki te są równoważne w przestrzeniach metryzowalnych, ale żaden nie wynika z drugiego w innych klasach przestrzeni topologicznych.
Łatwo dowieść, że produkt dwóch przestrzeni ciągowo zwartych jest ciągowo zwarty – przechodzi się do podciągu w pierwszym czynniku, a następnie do pod-podciągu w drugim z nich. Tylko nieco trudniejszy argument „przekątniowy” daje ciągową zwartość przeliczalnego produktu przestrzeni ciągowo zwartych. Jednakże produkt continuum wielu egzemplarzy domkniętego przedziału jednostkowego nie jest ciągowo zwarty.
Jest tak, gdyż jeśli {\displaystyle X} jest całkowicie regularną przestrzenią Hausdorffa, to istnieje naturalne włożenie {\displaystyle X} w {\displaystyle [0,1]^{\operatorname {C} (X,[0,1])},} gdzie {\displaystyle \operatorname {C} {\big (}X,[0,1]{\big )}} jest zbiorem wszystkich przekształceń ciągłych z {\displaystyle X} w odcinek {\displaystyle [0,1].} Zwartość {\displaystyle [0,1]^{\operatorname {C} (X,[0,1])}} oznacza, że każda całkowicie regularna przestrzeń Hausdorffa może być zanurzona w zwartej przestrzeni Hausdorffa (lub też może być „uzwarcona”). Konstrukcja ta nie jest niczym innym jak tylko uzwarcenie Stone’a-Čecha. Odwrotnie, wszystkie podprzestrzenie zwartych przestrzeni Hausdorffa są całkowicie regularne i Hausdorffa, a więc wynika stąd charakteryzacja całkowicie regularnych przestrzeni Hausdorffa jako tych, które mogą być uzwarcone. Takie przestrzenie nazywa się dziś przestrzeniami Tichonowa.

## Zastosowania
Twierdzenie Tichonowa wykorzystuje się także podczas dowodu twierdzenia Banacha-Alaoglu i może być wykorzystane do dowiedzenia twierdzenia Arzeli-Ascolego. Z reguły dowolna konstrukcja, która zaczynając od dość ogólnego obiektu (często natury algebraicznej bądź algebraiczno-topologicznej) daje w wyniku przestrzeń zwartą, korzysta zwykle z twierdzenia Tichonowa: np. przestrzeń Gelfanda ideałów maksymalnych przemiennej C*-algebry, przestrzeń Stone’a ideałów maksymalnych algebry Boole’a, widmo Berkovitcha przemiennego pierścienia Banacha.

## Dowody
- Dowód Tichonowa z 1930 roku korzystał z pojęcia zupełnego punktu skupienia.
- Twierdzenie jest bezpośrednim wnioskiem z twierdzenia Alexandra o podbazie.

Nowocześniejsze dowody rozważa się z następujących powodów: podejście do zwartości poprzez zbieżność podciągów prowadzi do prostego i przejrzystego dowodu w przypadku przeliczalnych zbiorów indeksujących. Mimo to podejście ciągowe do zbieżności w przestrzeniach topologicznych jest zadowalające, gdy przestrzeń spełnia pierwszy aksjomat przeliczalności (jak to jest dla przestrzeni metryzowalnych), lecz w ogólności nie na odwót. Jednakże iloczyn nieprzeliczlanie wielu przestrzeni metryzowalnych, z których każda jest przynajmniej dwupunktowa, nie spełnia pierwszego aksjomatu przeliczalności. Tak więc naturalnym jest oczekiwanie, by odpowiednie pojęcie zbieżności w dowolnych przestrzeniach prowadziło do kryterium zbieżności, które uogólniałoby ciągową zwartość w przestrzeniach metryzowalnych i pozwalało łatwo określić zwartość iloczynów. To właśnie okazało się być kluczem.
- Teoria zbieżności poprzez filtry zapoczątkowana przez Henriego Cartana i rozwinięta przez Bourbakiego w 1937 roku prowadzi do następującego kryterium: zakładając lemat o ultrafiltrze przestrzeń jest zwarta wtedy i tylko wtedy, gdy każdy ultrafiltr na przestrzeni jest zbieżny. Mając je do dyspozycji dowód staje się prosty: (filtr generowany przez) obraz ultrafiltry na przestrzeni produktowej w dowolnym przekształceniu rzutowym jest ultrafiltrem na przestrzeni ilorazowej, który zatem zbiega do przynajmniej jednego {\displaystyle x_{i}.} Następnie pokazuje się, że ultrafiltr wyjściowy zbiego do {\displaystyle x=(x_{i}).}

Munkres w swojej pozycji przedstawia dowód Cartana-Bourbakiego nie korzystając bezpośrednio z języka teorii filtrów.
- Podobnie teoria Moore’a-Smitha zbieżności poprzez ciągi uogólnione uzupełniona przez pojęcie uniwersalny ciąg uogólniony autorstwa Kelleya, która prowadzi do kryterium mówiącego, iż przestrzeń jest zwarta wtedy i tylko wtedy, gdy dowolny uniwersalny ciąg uogólniony danej przestrzeni jest zbieżny. Kryterium to prowadzi do dowodu (Kelley, 1950) twierdzenia Tichonowa, które jest identyczne słowo w słowo z dowodem Cartana/Bourbakiego wykorzystującym filtry z wyjątkiem zmiany wyrażenia „uniwersalny ciąg uogólniony” na „baza ultrafiltra”.
- Dowód wykorzystujący nieuniwersalne ciągi uogólnione został podany w 1992 roku przez Paula Chernoffa.

## Związek z aksjomatem wyboru
Wszystkie z powyższych dowodów korzystają w pewien sposób z aksjomatu wyboru (AC). Przykładowo trzeci wykorzystuje fakt, iż każdy filtr jest zawarty w ultrafiltrze (tzn. filtrze maksymalnym), co dzieje się za sprawą lematu Kuratowskiego-Zorna. Z lematu Kuratowskiego-Zorna korzysta się także podczas dowodu twierdzenia Kelleya, mówiącego że każdy ciąg uogólniony zawiera uniwersalny podciąg uogólniony. Istotnie, użycia te są kluczoweL w 1950 roku Kelley wykazał, że twierdzenie Tichonowa pociąga za sobą aksjomat wyboru. Jednym ze sformułowań AC jest, że produkt kartezjański rodziny niepustych zbiorów jest niepusty; ponieważ zbiór pusty jest z całą pewnością zwarty, to dowód nie może przejść obok tego typu stwierdzeń. W ten sposób twierdzenie Tichonowa łączy ze sobą kilka innych podstawowych twierdzeń (np. że każda niezerowa przestrzeń liniowa ma bazę) jako równoważnych AC.
Z drugiej strony twierdzenie, że dowolny filtr zawiera się w pewnym ultrafiltrze nie pociąga AC. Istotnie, łatwo zauważyć, że jest to równoważne twierdzeniu o ideale pierwszym (BPIT), znanym punktem pośrednim między aksjomatami teorii mnogości Zermela-Fraenkla (ZF) i teorii ZF powiększonej o aksjomat wyboru (ZFC). Początkowo może się zdawać, że drugi dowód twierdzenia Tichonowa nie korzysta się z niczego więcej niż BPIT, co przeczy powyższemu. Jednakże przestrzenie, w których każdy filtr zbieżny ma jednoznacznie wyznaczoną granicę to dokładnie przestrzenie Hausdorffa. W ogólności należy dla każdego elementu zbioru indeksującego wybrać element z niepustego zbioru granic rzutowanej bazy ultrafiltra, a to oczywiście stanowi użycie AC. Pokazuje to także, że zwartość iloczynu zwartych przestrzeni Hausdorffa może być wykazana za pomocą BPIT, a w rzeczywistości prawdziwe jest stwierdzenie odwrotne. Badaniem siły twierdzenia Tichonowa dla różnych ograniczonych klas przestrzeni zajmuje się topologia teoriomnogościowa.

### Dowód aksjomatu wyboru
Aksjomat wyboru mówi, że dla danych zbiorów {\displaystyle A_{i}} dla {\displaystyle i\in I,} iloczyn {\displaystyle A=\prod A_{i}} jest niepusty. Dla tak zadanych zbiorów można wybrać pewien {\displaystyle x} nienależący do {\displaystyle \bigcup A_{i}} (np. może to być zbiór potęgowy tej sumy). Następnie niech {\displaystyle B_{i}:=A_{i}\cup \{x\}} dla {\displaystyle i\in I} będą wyposażone w topologię {\displaystyle {\big \{}B_{i},A_{i},\{x\},\varnothing {\big \}};} ponadto niech {\displaystyle B:=\prod B_{i}} ma topologię produktową. Każdy zbiór {\displaystyle B_{i}} jest zwarty, a więc z twierdzenia Tichonowa {\displaystyle B} również jest zwarty.
Niech teraz {\displaystyle U_{j}:=\{b\in B\colon b_{j}=x\}} dla {\displaystyle j\in I.} Ponieważ {\displaystyle U_{j}} jest przeciwobrazem {\displaystyle \{x\}} rzutu na {\displaystyle j}-tą współrzędną, to jest on otwarty dla każdego {\displaystyle j\in I.} Dla dowolnych różnych {\displaystyle j_{1},\dots ,j_{n}} zbiór {\displaystyle U_{j_{1}}\cup \dots \cup U_{j_{n}}=\{b\in B\colon b_{j_{k}}=x{\text{ dla pewnego }}1\leqslant k\leqslant n\}} nie pokrywa {\displaystyle B{:}} istotnie, wybrawszy dla {\displaystyle 1\leqslant k\leqslant n} element {\displaystyle a_{j_{k}}} ze zbioru {\displaystyle A_{j_{k}},} a następnie przyjęciu {\displaystyle b_{j}:=a_{j_{k}}} o ile {\displaystyle j=j_{k}} oraz {\displaystyle b_{j}=x} w przeciwnym przypadku otrzymuje się, iż {\displaystyle b} nie należy do {\displaystyle U_{j_{1}}\cup \dots U_{j_{n}}} (można wykonać skończenie wiele wyborów bez aksjomatu wyboru). W ten sposób {\displaystyle U_{j}} nie ma skończonego podpokrycia, a więc ze zwartości nie mogą one pokrywać {\displaystyle B.} Istnieje zatem {\displaystyle a\in B} taki, że {\displaystyle a_{i}\in A_{i}} dla każdego {\displaystyle i,} tj. {\displaystyle a\in A,} co oznacza, że {\displaystyle A} nie jest pusty, jak wymagano.